# كارلتون هاي
كارلتون هاي (17 مارس 1875 في نيوزيلندا - 15 أبريل 1945) (بالإنجليزية: Carlton Hay)‏ هو لاعب كريكت نيوزلندي.

## وصلات خارجية
- كارلتون هاي على موقع إي آس بي آن كريك إنفو (الإنجليزية)